# Уэкеса, Пол
Пол Уэкеса (англ. Paul Wekesa; род. 2 июля 1967, Найроби) — кенийский профессиональный теннисист. Победитель трёх турниров Гран-при и АТР-тура в парном разряде, бронзовый призёр Всеафриканских игр 1987 года.

## Биография
Пол Уэкеса — выходец из зажиточной кенийской семьи. Его отцу Ноа, будущему члену кенийского парламента и министру, принадлежали более 800 гектаров сельскохозяйственных угодий неподалёку от города Китале в западной Кении, а сам Пол вырос в Найроби, а затем учился в Англии. Пол начал заниматься теннисом с семи лет со своим отцом, и в стране, где этот вид спорта в зачаточном состоянии, быстро стал ведущим юниором, выиграв три юношеских чемпионата Кении подряд. В 17 лет он поступил в Чепменский колледж в Калифорнии в надежде расти дальше как теннисист; столкнувшись вначале с пренебрежительным отношением, он постепенно завоевал право на место в сборной колледжа, выступавшей во втором дивизионе чемпионата NCAA. Выиграв с командой колледжа чемпионат второго дивизиона в 1985 году (в том числе завоевав чемпионское звание в паре с Джоном Ханкоком), он был включён в символическую любительскую сборную Северной Америки, а на втором году обучения повторил это достижение.
В 1986 году 18-летний Уэкеса дебютировал в составе сборной Кении в Кубке Дэвиса, принеся ей оба очка в матче с командой Марокко, проигранном со счётом 2:3. На следующий год на Всеафриканских играх, проходивших у него на родине, в Найроби, Уэкеса принёс Кении бронзовую медаль в теннисных соревнованиях. Также в Найроби он пробился в финал первого в своей карьере «челленджера», где, занимая место лишь в восьмой сотне рейтинга, обыграл двух соперников из Top-200. В 1988 году он сначала выиграл «челленджер» в Найроби в одиночном разряде, летом в паре с багамцем Роджером Смитом дошёл до полуфинала турнира Гран-при в Вашингтоне, а затем с ним же завоевал свой первый титул на этом уровне в Тель-Авиве.
В следующие три года Уэкеса ещё четыре раза играл в финалах турниров Гран-при и сменившего его АТР-тура в парном разряде, завоевав ещё два титула. Он также выиграл за это время шесть «челленджеров» в парном разряде. В 1991 году он пробился в третий круг Открытого чемпионата США, а в начале 1992 года — в четвертьфинал Открытого чемпионата Австралии, к марту этого года поднявшись в рейтинге до 66-го места.
В одиночном разряде Уэкеса долгое время не добивался существенных успехов, и ситуация изменилась лишь в конце 1994 года, когда он дважды за два месяца сумел дойти до финала «челленджеров» в одиночном разряде, один из них — в Андорре — выиграв. После выхода в конце апреля 1995 года в четвертьфинал Открытого чемпионата Сеула, Уэкеса впервые в карьере вошёл в число ста сильнейших теннисистов мира в одиночном разряде, вторично вернувшись туда в июле после ещё одного четвертьфинала турнира АТР — теперь в Вашингтоне. Уэкеса стал первым кенийским теннисистом, сумевшим пробиться в Top-100 рейтинга АТР в одиночном разряде. Однако уже в конце 1995 года он резко сократил объём выступлений и в последний раз вышел на корт в индивидуальном турнире летом 1996 года. За сборную Кении, однако, Уэкеса выступал до 1998 года, в общей сложности выиграв 23 из 37 своих встреч (в том числе 18 из 26 в одиночном разряде). Среди его достижений в Кубке Дэвиса — выход со сборной в I Европейско-африканскую группу в 1991 году, когда Уэкеса принёс команде девять очков из девяти возможных против соперников из Нигерии, Зимбабве и Кот-д’Ивуара.
После окончания игровой карьеры Пол Уэкеса тренировал теннисную сборную Кении. В 2007 году он был включён в Зал спортивной славы Кении на церемонии вручения национальных наград «Спортсмен года».

## Участие в финалах турниров Гран-при и АТР за карьеру

### Мужской парный разряд (3+3)
| Результат | №  | Дата            | Турнир                            | Покрытие | Партнёр        | Соперник в финале            | Счёт в финале |
| --------- | -- | --------------- | --------------------------------- | -------- | -------------- | ---------------------------- | ------------- |
| Победа    | 1. | 10 октября 1988 | Тель-Авив, Израиль                | Хард     | Роджер Смит    | Патрик Баур Александр Мронц  | 6-3, 6-3      |
| Победа    | 2. | 10 апреля 1989  | Сеул, Республика Корея            | Хард     | Скотт Дэвис    | Джон Леттс Брюс Ман Сон Хинг | 6-2, 6-4      |
| Поражение | 1. | 24 апреля 1989  | Сингапур                          | Хард     | Пол Чемберлин  | Рик Лич Джим Пью             | 3-6, 4-6      |
| Поражение | 2. | 30 июля 1990    | Лос-Анджелес, США                 | Хард     | Петер Лундгрен | Скотт Дэвис Дэвид Пейт       | 6-3, 1-6, 3-6 |
| Победа    | 3. | 4 ноября 1991   | Бирмингем, Великобритания         | Ковёр(i) | Якко Элтинг    | Рикард Берг Ронни Ботман     | 7-5, 7-5      |
| Поражение | 3. | 22 августа 1994 | Открытый чемпионат Хорватии, Умаг | Грунт    | Кароль Кучера  | Диего Перес Франсиско Роиг   | 2-6, 4-6      |